# فابيو جونيور
فابيو جونيور (بالبرتغالية: Fábio Júnior Pereira‏) (مواليد 20 نوفمبر 1977) هو لاعب كرة قدم. يلعب مع منتخب البرازيل لكرة القدم منذ عام 1998.

## وصلات خارجية
- فابيو جونيور على موقع رابطة كرة القدم اليابانية للمحترفين (اليابانية)
- فابيو جونيور على موقع قاعدة بيانات كرة القدم.إي يو (الإنجليزية)
- فابيو جونيور على موقع ناشيونال فوتبول تيمز (الإنجليزية)
- فابيو جونيور على موقع Soccerway.com (الإنجليزية)
- فابيو جونيور على موقع عالم كرة القدم.نت (الإنجليزية)

- National Football Teams